# Lanforsen
Lanforsen är ett vattenkraftverk och tidigare vattenfall i Dalälven vid Älvkarleö mellan Untraverket och Älvkarleby kraftverk i Älvkarleby kommun. Fallrättigheterna köptes 1908 av Sandvikens järnverk.
Kraftverket byggdes 1919-31 med tre kaplanturbiner. På 40-talet utökades stationen med ett fjärde aggregat, även det med kaplanturbin. Effekten är 42 MW. Fallhöjden är 9,25 meter och det är i huvudsak ett strömkraftverk. Kraftverket ägdes från början till en tredjedel av Sandvikens järnverk och två tredjedelar av Stockholms stad, som via 145 kilometer långa ledningar, delvis parallella med Untraverkets utnyttjade kraften från Lanforsen. Sandvikens järnverk sålde sin andel till Stockholm Energi 1982.